# Division 1 Féminine 2021/22
Die Saison 2021/22 der Division 1 Féminine war die 48. Ausspielung der französischen Frauenfußballmeisterschaft seit der offiziellen Anerkennung des Frauenfußballs im Jahr 1970 durch die FFF, den Fußballverband Frankreichs, und der ersten Austragung in der Saison 1974/75. Die Division 1 Féminine genannte Spielklasse wird im reinen Ligamodus in einer aus einer einzigen Gruppe bestehenden, zwölf Teams umfassenden, landesweiten höchsten Liga ausgetragen; in diesem Modus war es die 30. Meisterschaft. Titelverteidigerinnen sind die Frauen des Paris Saint-Germain FC, die in dieser Spielzeit Vizemeister hinter Olympique Lyon wurden.
Namenssponsor der Liga ist seit 2019 das Chemieunternehmen Arkema, das mit der FFF einen Vertrag mit dreijähriger Laufzeit abgeschlossen hat.
Erster Spieltag der D1F war am Wochenende 27. bis 29. August 2021; der 22. und letzte Spieltag fand am 1. Juni 2022 statt. Am Ende der Hin- und der Rückrunde wurden die sechs Spiele jeweils zeitgleich angepfiffen. Ab Mitte Dezember war eine vierwöchige Winterpause terminiert, innerhalb derer die Erstligisten allerdings im Landespokal anzutreten hatten.
Hauptspieltag war weiterhin der Sonnabend, wie es der Bezahlfernsehsender Canal+ wünscht, der sämtliche 132 Punktspiele überträgt.

## Qualifikation und Austragungsmodus
Für die Teilnahmeberechtigung wird ausschließlich das Abschneiden der Frauschaften in der Vorsaison berücksichtigt; qualifiziert sind die zehn dabei bestplatzierten Teams der Vorsaison sowie zwei Aufsteiger, die jeweils ihre Gruppe der Division 2 Féminine als Tabellenerste beendet hatten. Da die zweite Liga aber 2020/21 aufgrund der Viruspandemie nicht ausgetragen wurde, somit auch keine Aufsteiger ermittelt wurden, entschied die FFF, ausnahmsweise den Vorjahres-Elften GPSO Issy in der D1F zu belassen und dazu dem besseren D2F-Gruppenzweiten aus der vorvergangenen Saison (2019/20) die Erstligalizenz zu erteilen. Diese ungewöhnliche und überraschende Regelung begründete der Landesverband damit, dass laut seinen Ligastatuten (a) das Tabellenschlusslicht – dies war der Le Havre AC – auf jeden Fall absteigen muss und (b) die Division 1 zwingend mit 12 Frauschaften auszutragen ist.
Somit starteten folgende zwölf Teilnehmer in diese neue Saison:
- aus dem Norden: FC Fleury, GPSO Issy, Paris FC, Titelverteidiger Paris Saint-Germain FC, Stade Reims
- aus dem Westen: Girondins Bordeaux, EA Guingamp, ASJ Soyaux
- aus dem Südosten: FCO Dijon, Olympique Lyon, HSC Montpellier, Aufsteiger AS Saint-Étienne

Die Meisterschaft wird in einer doppelten Punkterunde ausgespielt, in der jeder Teilnehmer in Heim- und Auswärtsspiel gegen jeden anderen antritt. Es gilt die übliche „Drei-Punkte-Regel“ mit drei Punkten für einen Sieg, einem für ein Unentschieden und keinem für eine Niederlage; bei Punktgleichheit gibt zunächst der direkte Vergleich und bei Erforderlichkeit anschließend die bessere Gesamt-Tordifferenz, falls auch dann noch Gleichheit besteht, gegebenenfalls die höhere Zahl erzielter Treffer den Ausschlag. Am Ende der Saison müssen die zwei Tabellenletzten absteigen, die für die kommende Spielzeit durch zwei Aufsteiger – die Siegerinnen der beiden Gruppen der zweiten Division – ersetzt werden.
Die französischen Meisterinnen sowie die Zweit- und Drittplatzierten der Division 1 Féminine qualifizieren sich für den Frauen-Europapokalwettbewerb der folgenden Spielzeit.

## Personalia
Zu Saisonbeginn hatten drei dieser Teams eine Cheftrainerin: Paris FC mit Sandrine Soubeyrand, Reims mit Amandine Miquel und Lyon mit Sonia Bompastor. Mit Patrice Lair, neu in Bordeaux, war zudem ein erfolgreicher „alter Bekannter“ in die höchste Spielklasse zurückgekehrt; ihn entband der Verein allerdings bereits vor Beginn der Rückrunde von seinen Aufgaben, nur um ihn eine gute Woche später zurückzuholen. Und Paris Saint-Germain hat im Rahmen eines größeren personellen Revirements den Vertrag mit seinem Meistertrainer Olivier Echouafni nicht verlängert, sondern ihn durch Didier Ollé-Nicolle ersetzt.
Insbesondere bei den beiden dominierenden Klubs der vergangenen Jahre kam es zu erheblichen Veränderungen in den Spielerinnenkadern: Christiane Endler, Signe Bruun und Perle Morroni zog es vom Titelverteidiger PSG zu Olympique Lyon, während Sakina Karchaoui den entgegengesetzten Weg wählte, die an der Seine auf die weiteren Neuzugänge Élisa De Almeida aus Montpellier, Estelle Cascarino aus Bordeaux, Amanda Ilestedt (zuletzt bei Bayern München) und die Rückkehrerin Kheira Hamraoui vom Europapokalsieger FC Barcelona traf. Paris (Irene Paredes, Nadia Nadim, Formiga) und Lyon (Saki Kumagai, Nikita Parris, Jodie Taylor) mussten zudem weitere prominente Abgänge hinnehmen. Da Sara Björk Gunnarsdóttir in der Hinrunde vom Recht auf eine „Babypause“ Gebrauch machte, verstärkte Lyon sich kurzfristig noch mit der international sehr erfahrenen Daniëlle van de Donk.
Der letztjährige Drittplatzierte Girondins Bordeaux verlor seine Torschützenkönigin Khadija Shaw, die Frankreich in Richtung England (zu Manchester City) verlassen hat, und hofft, diese durch Melissa Herrera und Mélissa Gomes ersetzen zu können, die man von Stade Reims an die Gironde locken konnte. Mit Johanna Elsig (Turbine Potsdam) heuerte eine routinierte Deutsche bei Montpellier an.
Zwei Lyoner Stammspielerinnen kamen nach jeweils sehr langer Rekonvaleszenz in der Hinrunde wieder zu Pflichtspieleinsätzen: Griedge Mbock Bathy Ende September nach fast 14 Monaten, Ada Hegerberg sogar erst Anfang Oktober 2021 – nach über 20 Monaten. In genau diesem Zeitraum erlitt deren Mannschaftskameradin Amel Majri einen mehrfachen Bänderriss im linken Knie, der sie voraussichtlich für den Rest der Saison ausfallen lässt.
Sarah Bouhaddi, Eugénie Le Sommer, Dzsenifer Marozsán (alle von Olympique Lyon zu OL Reign) und Gaëtane Thiney (von Paris FC zu NJ/NY Gotham FC) haben sich einen Wunsch erfüllt und spielten bis zum Jahresende 2021 in der US-Profiliga NWSL, sind seit Januar 2022 wieder für ihren Verein in der Division 1 spielberechtigt.
In der Winter-Transferperiode tat sich zu Beginn wenig. Als erste meldeten die Girondins den Zugang von Torfrau Laura Stiben aus Frankfurt und Soyaux die von Binta Diakité (Stade Auxerre) sowie Yang Shuhui vom chinesischen Erstligisten Shanghai Shengli FFC. Lyon hat Signe Bruun für ein halbes Jahr an Manchester United ausgeliehen und für den gleichen Zeitraum Lindsey Horan von den Portland Thorns geholt. Schließlich verließ Ende Februar Desire Oparanozie Dijon, um sich einem chinesischen Verein anzuschließen.

## Ergebnisse, Tabelle und Saisonverlauf
Endstand am 1. Juni 2022
|                        | Gir. Bor | FCO Dij | FC Fle | EA Gui | GPS Iss | Oly Lyo | HSC Mon | FC Par | SG Par | Sta Rei | AS StÉ | ASJ Soy |
| Girondins Bordeaux     |          | 1:1     | 1:2    | 3:0    | 3:0     | 1:4     | 0:1     | 1:4    | 1:5    | 3:1     | 3:0    | 6:0     |
| FCO Dijon              | 0:2      |         | 0:0    | 1:1    | 0:1     | 0:3     | 1:2     | 0:2    | 0:3    | 2:2     | 0:4    | 0:1     |
| FC Fleury              | 2:0      | 0:1     |        | 6:2    | 1:0     | 1:2     | 1:0     | 0:1    | 0:4    | 1:0     | 4:2    | 1:0     |
| EA Guingamp            | 0:2      | 4:0     | 0:3    |        | 1:1     | 0:2     | 2:1     | 2:5    | 2:6    | 0:1     | 1:1    | 2:2     |
| GPSO Issy              | 0:1      | 0:2     | 0:5    | 0:2    |         | 0:4     | 2:5     | 0:5    | 0:3    | 1:3     | 4:1    | 5:1     |
| Olympique Lyon         | 1:0      | 6:0     | 4:0    | 4:0    | 4:0     |         | 5:0     | 2:0    | 6:1    | 3:0     | 6:0    | 8:0     |
| HSC Montpellier        | 0:1      | 2:0     | 1:2    | 6:0    | 3:0     | 2:3     |         | 0:0    | 0:1    | 1:2     | 3:0    | 3:0     |
| Paris FC               | 1:3      | 2:0     | 3:1    | 4:1    | 1:0     | 1:2     | 3:1     |        | 0:0    | 3:0     | 2:1    | 4:0     |
| Paris Saint-Germain FC | 1:0      | 5:0     | 5:0    | 6:0    | 6:1     | 0:1     | 0:0     | 4:0    |        | 7:0     | 2:0    | 2:0     |
| Stade Reims            | 5:2      | 1:1     | 0:1    | 0:0    | 4:3     | 0:2     | 1:4     | 1:2    | 1:0    |         | 1:0    | 3:1     |
| AS Saint-Étienne       | 1:1      | 2:2     | 0:4    | 1:3    | 0:1     | 1:1     | 1:2     | 1:3    | 0:5    | 0:1     |        | 0:3     |
| ASJ Soyaux             | 0:3      | 1:2     | 0:1    | 2:0    | 2:0     | 1:6     | 0:1     | 1:3    | 0:2    | 1:2     | 2:1    |         |

| Pl. | Frauschaft              | Sp | G  | U | V  | Tore  | Tor- diff. | Pkte. |
| --- | ----------------------- | -- | -- | - | -- | ----- | ---------- | ----- |
| 1.  | Olympique Lyon          | 22 | 21 | 1 | 0  | 79:08 |            | 64    |
| 2.  | Paris Saint-Germain (M) | 22 | 17 | 2 | 3  | 68:12 |            | 53    |
| 3.  | Paris FC                | 22 | 16 | 2 | 4  | 49:21 |            | 50    |
| 4.  | FC Fleury               | 22 | 14 | 1 | 7  | 36:26 |            | 43    |
| 5.  | HSC Montpellier         | 22 | 11 | 2 | 9  | 38:25 | +13        | 35    |
| 6.  | Girondins Bordeaux      | 22 | 11 | 2 | 9  | 38:29 | +9         | 35    |
| 7.  | Stade Reims             | 22 | 10 | 3 | 9  | 29:38 |            | 33    |
| 8.  | EA Guingamp             | 22 | 4  | 5 | 13 | 23:57 |            | 17    |
| 9.  | ASJ Soyaux              | 22 | 5  | 1 | 16 | 18:55 |            | 16    |
| 10. | FCO Dijon               | 22 | 3  | 6 | 13 | 13:45 |            | 15    |
| 11. | GPSO Issy               | 22 | 4  | 1 | 17 | 19:57 |            | 13    |
| 12. | AS Saint-Étienne (N)    | 22 | 1  | 4 | 17 | 17:54 |            | 07    |

Die jeweilige Farbmarkierung bedeutet, dass der diesen Rang bei Saisonabschluss einnehmende Verein …
Die beiden Aufeinandertreffen von Lyon und Paris Saint-Germain, in denen seit 2012/13 nahezu jedes Jahr die Entscheidung darüber fiel, wer französischer Meister wird, fanden diesmal am 8. und 21. Spieltag statt. Anfang November, kurz vor dem Hinspiel, bei dem Lyon dann mit einem 6:1 überraschend deutlich die Oberhand behielt, sorgte ein Überfall auf Kheira Hamraoui für Schlagzeilen, die nach einem Restaurantbesuch mit anderen PSG-Spielerinnen, darunter Aminata Diallo und Sakina Karchaoui, in der Nähe ihrer Wohnung von zwei Männern mit einer Eisenstange geschlagen worden war. Zusätzlich zu den beiden Punktspielen trafen PSG und OL in dieser Saison noch drei weitere Male aufeinander: Im Achtelfinale des Vereinspokals gewann Paris 3:0, die beiden Halbfinalpartien in der Champions League entschied Lyon mit 3:2 und 2:1 für sich.
Nach Abschluss der ersten Halbserie Mitte Dezember bot sich an der Tabellenspitze das gewohnte Bild: Lyon mit einer makellosen Bilanz und Paris Saint-Germain mit zehn Siegen zeigten der Konkurrenz nur noch die Heckleuchten. Um den dritten Champions-League-Platz stritt sich der wiedererstarkte Paris FC mit Fleury und Montpellier. Mit fünf und mehr Punkten Rückstand folgten ihnen drei Frauschaften auf den relativ ungefährdet scheinenden Mittelfeld-Rängen, wobei Reims und Bordeaux eher noch den Blick nach oben wagen durften, während Dijon mit seiner extremen Heimschwäche – zuhause lediglich ein Unentschieden und vier Niederlagen – die Rückrunde noch nicht gänzlich sorgenfrei angehen konnte. Hauptsächlich vom Abstieg bedroht waren zu diesem Zeitpunkt die „Remisköniginnen“ aus Guingamp, die die Vorsaison noch auf dem 5. Tabellenplatz abgeschlossen hatten, dahinter Soyaux, Aufsteiger Saint-Étienne und Issy. Bei diesen vier Teams lag der Schlüssel zum Klassenerhalt in erster Linie in den direkten Aufeinandertreffen, in denen Guingamp nur noch auf Gegners Platz, Issy hingegen dreimal vor eigenem Publikum anzutreten hatte.
Auffällig war die partiell unausgewogene Verteilung von Heim- und Auswärtsspielen. So haben Montpellier und Guingamp in der Hinrunde jeweils nur viermal im eigenen Stadion antreten dürfen, während Lyon dies bereits in sieben seiner elf Begegnungen möglich war.
Am 16. Spieltag leisteten sich beide Titelaspiranten einen unerwarteten Ausrutscher, als PSG zuhause gegen Montpellier über ein Unentschieden nicht hinauskam und somit nicht davon profitieren konnte, dass Lyon beim Schlusslicht Saint-Étienne gleichfalls zwei Punkte hatte liegen lassen. Das Rennen um die Meisterschaft war endgültig entschieden, nachdem Lyon auch das Rückspiel bei den Titelverteidigerinnen gewonnen hatte. Die Frage, wer in die zweite Liga würde absteigen müssen, wurde hingegen erst am letzten Spieltag entschieden; mit ihrem Sieg bei der bereits abgeschlagenen AS Saint-Étienne sicherten sich die Frauen aus Soyaux sportlich noch den Klassenerhalt. Allerdings verfügte das für die Kontrolle insbesondere der Vereinsfinanzen zuständige Verbandsgremium DNCG drei Wochen nach Saisonende deren Zwangsabstieg in die zweite Liga, wogegen die ASJS erfolgreich vorging. Leidtragender war Issy, obwohl es überaus stark in die Rückrunde gestartet war, dabei drei Siege und somit mehr als doppelt so viele Punkte wie in der gesamten Hinrunde verbuchte.
Die Frauschaft der Rückrunde war jedoch der Paris FC mit neun Siegen, einem Unentschieden und lediglich einer Niederlage, wodurch sie sich frühzeitig den dritten Rang sicherte, der sie erstmals in die UEFA Champions League brachte. Das Gegenbeispiel lieferte der Vorrunden-Achte Dijon, der in den elf Begegnungen nur noch drei Remis auf der Habenseite verbuchte, dabei lediglich vier Tore erzielte und dem Abstieg nur knapp entging.
Zur folgenden Saison steigen aus der Division 2 AF Rodez und der Le Havre AC auf.

## Die Spielerinnen des Meisters
Trainerin Sonia Bompastor hatte folgende Fußballerinnen in ihrem Saisonkader (in Klammern die Zahl der Punktspieleinsätze):
- Tor: Christiane Endler (14), Sarah Bouhaddi (4), Emma Holmgren (4)
- Abwehr: Selma Bacha (19), Janice Cayman (19), Kadeisha Buchanan (18), Griedge Mbock Bathy (18), Ellie Carpenter (16), Perle Morroni (16), Wendie Renard (16), Alice Sombath (12)
- Mittelfeld: Amandine Henry (18), Damaris Egurrola (14), Daniëlle van de Donk (9), Sara Björk Gunnarsdóttir (5), Lindsey Horan (5), Amel Majri (5), Sally Julini (4), Laurine Baga (3), Dzsenifer Marozsán (3), Célia Bensalem (1), Kysha Sylla (1)
- Angriff: Melvine Malard (20), Catarina Macário (20), Delphine Cascarino (18), Ada Hegerberg (16), Emelyne Laurent (12), Signe Bruun (11), Eugénie Le Sommer (7), Inès Benyahia (5)

Lyons 79 Treffer erzielten: Macário 14, Malard 13, Hegerberg 10, Bruun, Mbock Bathy je 6, Cascarino 4, Bacha, Egurrola, van de Donk je 3, Cayman, Laurent, Le Sommer, Majri, Renard je 2, Benyahia, Buchanan, Henry, Julini und Morroni je 1. Dazu kamen zwei Eigentore gegnerischer Spielerinnen.

## Erfolgreichste Torschützinnen
Die meisten Treffer erzielten:
| Pl. | Name                    | Team        | Tore |
| --- | ----------------------- | ----------- | ---- |
| 1.  | Marie-Antoinette Katoto | Paris SG    | 18   |
| 2.  | Catarina Macário        | Lyon        | 14   |
| 3.  | Kadidiatou Diani        | Paris SG    | 13   |
|     | Melvine Malard          | Lyon        | 13   |
| 5.  | Clara Matéo             | Paris FC    | 11   |
| 6.  | Ada Hegerberg           | Lyon        | 10   |
|     | Lena Petermann          | Montpellier | 10   |
|     | Katja Snoeijs           | Bordeaux    | 10   |
| 9.  | Nikola Karczewska       | Fleury      | 9    |
| 10. | Sara Däbritz            | Paris SG    | 8    |
|     | Ouleymata Sarr          | Paris FC    | 8    |
| 12. | Mathilde Bourdieu       | Paris FC    | 7    |
|     | Melchie Dumornay        | Reims       | 7    |
|     | Faustine Robert         | Montpellier | 7    |
| 15. | Signe Bruun             | Lyon        | 6    |
|     | Kessya Bussy            | Reims       | 6    |
|     | Mélissa Gomes           | Bordeaux    | 6    |
|     | Rosemonde Kouassi       | Fleury      | 6    |
|     | Griedge Mbock Bathy     | Lyon        | 6    |

Torvorlagen
Die meisten Torvorlagen stammen von Sandy Baltimore (PSG), die zu 13 Treffern beigetragen hat; ihr folgen ihre Mitspielerin Sara Däbritz, dazu Selma Bacha (Lyon) und Katja Snoeijs (Bordeaux) (alle mit neun). Clara Matéo bringt es auf acht, Daphné Corboz und Gaëtane Thiney (alle drei vom PFC) auf sieben Assists; dahinter rangieren Ellie Carpenter, Amandine Henry (beide Lyon), Dominika Škorvánková (Montpellier), Ève Périsset (Bordeaux) und Dominika Grabowska (Fleury) mit je sechs. Es folgen Ada Hegerberg, Catarina Macário (beide Lyon), Naomie Feller (Reims) und Sarah Puntigam (Montpellier) mit jeweils fünf Vorlagen.

## Auszeichnung als Spielerin des Monats
Ab dieser Saison ist neben dem Ligasponsor Arkema auch die französische Spielergewerkschaft UNFP Partner der FFF für diese Auszeichnung.
| Monat          | Name                    | Team      |
| -------------- | ----------------------- | --------- |
| September 2021 | Sara Däbritz            | Paris S-G |
| Oktober 2021   | Selma Bacha             | Lyon      |
| November 2021  | Selma Bacha             | Lyon      |
| Dezember 2021  | Sakina Karchaoui        | Paris S-G |
| Januar 2022    | Marie-Antoinette Katoto | Paris S-G |
| Februar 2022   | Clara Matéo             | Paris FC  |
| März 2022      | Rosemonde Kouassi       | Fleury    |
| April 2022     | Catarina Macário        | Lyon      |